# Roger Martin du Gard
Roger Martin du Gard (n. 23 martie 1881, Neuilly, Seine, Franța – d. 22 august 1958, Sérigny, Basse-Normandie, Franța) a fost un scriitor francez, laureat al Premiului Nobel pentru literatură în 1937. 

## Motivația Juriului Nobel
"pentru vigoarea artistică și adevărul cu care a înfățișat atât conflictele umane cât și anumite aspecte fundamentale ale vieții contemporane, în ciclul romanesc "Les Thibault". " 

## Biografie
Roger Martin du Gard s-a născut la Neuilly-sur-Seine, la 23 martie 1881. După solide studii umaniste, reușește prin concurs de admitere la École des Chartes, obținând diploma de arhivist paleograf în 1905, cu o teză despre ruinele Abației Saint-Pierre de Jumièges.
După patru luni petrecute în Algeria, se instalează la Paris (1906). Publică primul său roman, Devenir! (Să te realizezi!) în anul 1908, urmat curând de un al doilea, care îl consacră în lumea literară: Jean Barois (1913), reconstituire a afacerii Dreyfus și a conflictului dintre religie și știință, acut trăit de generația contemporană ei. Publicarea acestui roman la Nouvelle Revue française îi prilejuiește o decisivă întâlnire, ce va deveni curând o profundă prietenie, cu Jacques Copeau și cu André Gide. Colaborator al celui dintâi, scrie pentru teatrul Vieux-Colombler farsele, în dialect, Le Testament du père Leleu (Testamentul lui Moș Leleu), jucat în premieră în 1914, publicat în 1920 și La Gonfle (Pompa) (1928). Cu André Gide, prin care îi cunoaște pe cei mai importanți scriitori  ai epocii, va duce nesfârșite convorbiri și va întreține o importantă corespondență cu privire la meseria de scriitor și la statutul romanului și al literaturii în general.Ia parte la primul război mondial, în cadrul unui grup auto mobil de transport. În anul 1919 începe să-și scrie jurnalul.
Fiind pregătit profesional ca paleograf și arhivist, Martin du Gard a adus în operele sale obiectivitate și scrupulozitate pentru detalii. Datorită grijii sale față documentare precum și a atenției acordate relației dintre realitatea socială și dezvoltarea individuală a personajelor sale, a fost considerat un reprezentant târziu al realismului și naturalismului în cea mai bună tradiție a acestor curente literare predominante în secolul al XIX-lea. 
Roger Martin du Gard a decedat în 1958 și a fost îngropat în cimitirul Mănăstirii Cimiez de lângă Nisa.

## Opera
Romanele sale se înscriu în tradiția realistă de observație socială și psihologică minuțioasă și imparțială a mediului burghez, măcinat de egoism, cu eroi înfrânți în compromisul dintre lupta religioasă și cea politică, striviți de mentalitatea lor particulară pe care nu o pot depăși.

### Romane
- Devenir! (Să te realizezi!) (1908)
- Jean Barois (1913)
- Les Thibault (Familia Thibault)
  - Le Cahier gris (Caietul cenușiu) (1922)
  - Le Pénitencier (Penitenciarul) (1922)
  - La Belle Saison (Frumosul anotimp) (1923)
  - La Consultation (Constituția) (1928)
  - La Sorellina (1928)
  - La Mort du père (Moartea tatălui) (1929)
  - L'Été 1914 (Vara lui 1914) (1936)
  - L'Épilogue(Epilog) (1940)

### Teatru
- Le Testament du père Leleu (Testamentul lui Moș Leleu) (1920)
- La Gonfle (Pompa) (1928)
- Un Taciturne (Un taciturn) (1932)

### Eseuri, memorii
- L'Une de Nous (Una dintre noi) (1909)
- Vieille France (Franța de altă dată) (1933)
- Le Lieutenant-colonel de Maumort  (postum, 1983)
- Correspondance avec André Gide  (postum, 1968)